# Suzuki XL7 Pikes Peak Special
La Suzuki XL7 Pikes Peak Special, chiamata anche Suzuki XL7 Hill Climb Special, è un'autovettura da corsa costruita dal reparto sportivo della Suzuki. È stata progettata per partecipare alla cronoscalata statunitense Pikes Peak International Hill Climb, vincendo nel 2007 e nel 2008 con alla guida Nobuhiro Tajima su un circuito accorciato.

## Palmarès
- nella Pikes Peak con Nobuhiro Tajima nel 2007 e 2008